# Верон, Хуан Рамон
Хуа́н Рамо́н Веро́н (исп. Juan Ramón Verón), по прозвищу «Бру́ха» (исп. La Bruja; «Ведьма»), (17 марта 1944, Ла-Плата — 27 мая 2025, Ла-Плата) — аргентинский футболист, полузащитник. Отец Хуана Себастьяна Верона, дед Деяна Верона.

## Биография

### Клубная карьера
Хуан Рамон Верон начал карьеру в клубе «Эстудиантес», в основном составе которого дебютировал 12 декабря 1962 года в матче с «Бокой Хуниорс» (0:4). После этого Верон выступал за «Эстудиантес» ещё три года, проведя 25 игр, часто выходя со скамьи запасных. С 1966 года Хуан Рамон стал игроком основного состава, выиграв с командой чемпионат Аргентины, два Кубка Либертадорес и Межконтинентальный кубок. В финале Кубка Либертадорес 1968 Верон забил по мячу в каждой из трех встреч против «Палмейраса» (финал игрался до двух побед). Гол Верона на «Олд Траффорд» принёс «Эстудиантесу» Межконтинентальный кубок.
В 1972 году Верон перешёл в греческий «Панатинаикос», за который провёл 57 матчей и забил 22 мяча. В 1975 году он вернулся в «Эстудиантес». Затем Верон уехал в Колумбию, где выступал за «Хуниор» и «Кукута Депортиво». Завершил карьеру Верон в родном «Эстудиантесе», за который, в общей сложности, он провёл 324 матча и забил 90 мячей. 22 ноября 1981 года он провёл последний матч на профессиональном уровне против «Атлетико Тукуман».

### Карьера в сборной
Впервые сыграл за сборную Аргентины в 1971 году. Всего за «альбиселесте» провел четыре матча: два неофициальных — против «Баварии» и «Кёльна», и два товарищеских — против сборной Франции.

### Карьера тренера
После завершения карьеры игрока Верон некоторое время работал тренером в Центральной Америке. Среди его достижений — выход сборной Гватемалы в полуфинал Золотого кубка КОНКАКАФ 1996. Также Верон трудился советником в «Эстудиантесе» и работал на государственных должностях.

### Смерть
Умер 27 мая 2025 года в возрасте 81 года.

### Семья
- Сын — футболист Хуан Себастьян Верон (р. 1975)
  - Внук — футболист Деян Верон (р. 2000).

## Титулы и достижения
- Чемпион Аргентины (1): Метрополитано 1967
- Чемпион Колумбии (1): 1977
- Обладатель Кубка Либертадорес (3): 1968, 1969, 1970
- Обладатель Межконтинентального кубка (1): 1968